# Robert Simson
  Robert Simson    (West Kilbride, 14 d'octubre de 1687 - Glasgow, 1 d'octubre de 1768) va ser un matemàtic escocès del segle xviii, professor a la Universitat de Glasgow.

## Vida
Com que el seu pare desitjava que ingressés a l'església, després de la seva educació escolar es va matricular a la Universitat de Glasgow on va destacar per la seva competència en els estudis clàssics, però va trobar més adients a les seves inclinacions els estudis matemàtics, per a exasperació del seu pare. Va fer aquests estudis pel seu compte començant pels Elements d'Euclides, ja que, en aquella època, per circumstàncies temporals, no hi havia classes regulars de matemàtiques a la universitat.
Tal va ser la fama i respecte que va adquirir que el 1710, amb només vint-i-dos anys i sense haver-ho ni sol·licitat, la universitat li va oferir el càrrec de professor de matemàtiques. Això no obstant, va preferir que li concedissin un any de termini per anar a Londres i millorar els seus coneixements amb els matemàtics de la capital. A Londres va fer coneixença amb John Caswell, William Jones i altres matemàtics anglesos.
El març de 1711 va ser nomenat professor de matemàtiques de la universitat de Glasgow, en la que va en la que va continuar prop de cinquanta anys.
Durant la seva llarga carrera docent, va mantenir correspondència activa amb grans matemàtics contemporanis com Colin Maclaurin, James Stirling i George Lewis Scott.
El 1758, amb setanta-un anys, va resignar el seu càrrec, en el que va ser substituït pel Rev. Dr. Williamson. Els deu darrers anys de la seva vida els va dedicar a la publicació de noves edicions dels Data i dels Porisma d'Euclides.

## Obra
Simson es va dedicar al llarg de la seva vida, almenys el temps que li sobrava de la seva dedicació docent, a revisar les traduccions dels matemàtics clàssics grecs (Euclides i Pappos, fonamentalment) per a establir-ne edicions crítiques, molt documentades i acurades, i útils per a l'ensenyament.
La que més es va difondre va ser la dels Elements d'Euclides, publicada el 1756, tot i que només comprenia els primers sis llibres i els llibres onzè i dotzè.
El 1735, amb una segona edició del 1750, havia fet el mateix amb les Còniques a'Apol·loni de Perge.
També són força rellevants els seus treballs sobre la Col·lecció Matemàtica de Pappos i sobre els llibres Data i Porismata d'Euclides, alguns d'ells publicats de forma pòstuma.